# Friedrich Haas (Politiker, 1846)
Johann Georg Friedrich Haas (* 18. Oktober 1846 in Nuschelberg; † 22. August 1912 in München) war ein deutscher Jurist und Politiker.

## Leben
Als Sohn eines Bauern geboren, studierte Haas nach dem Besuch des Nürnberger Gymnasiums Rechtswissenschaften in Erlangen. Während seines Studiums wurde er 1866 Mitglied der Burschenschaft der Bubenreuther. Am Deutsch-Französischen Krieg 1870/71 nahm er im 6. Jägerbataillon teil, zuletzt als Unterleutnant. Nach seinem Examen 1873 wurde er Rechtskonzipient in Nürnberg und war dann ab 1879 in München als Rechtsanwalt tätig. 1896 wurde er Justizrat. Er war von 1905 bis 1911 Vorsitzender des Kammervorstandes der Anwaltskammer von Oberbayern. 1907 wurde er lebenslänglicher Reichsrat der Krone Bayerns und 1912 mit dem Ehrenkreuz des Verdienstorden vom Heiligen Michael ausgezeichnet.